# Schafarzik Ferenc
Schafarzik Ferenc (Debrecen, 1854. március 20. – Budapest, 1927. szeptember 5.) geológus, műegyetemi tanár, az MTA tagja (levelező: 1902; rendes: 1916), a műszaki földtan, földrengéstan és hidrogeológia egyik hazai úttörője.

## Életpályája

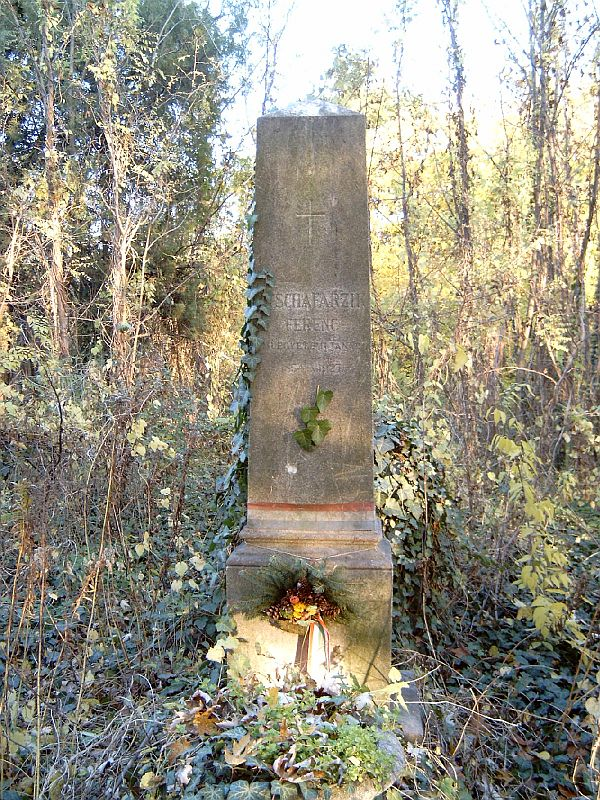
Schafarzik Ferenc sírja Budapesten, 2013. évi felújítása előtt. Kerepesi temető: 39-1-119.

Osztrák katonatiszti családból származott. Apja Schafarzik Ferenc, anyja Tumler Rozina. Tanulmányait a nagyszebeni állami főgimnáziumban s a budapesti tudományos egyetem bölcsészeti karán végezte. 1877-ben középiskolai tanári diplomát, 1881-ben bölcsészetdoktori oklevelet szerzett. 1876-tól 1882-ig ásványtani tanársegédként Szabó Józsefnek volt asszisztense az egyetem Ásványtani Intézet- és Gyűjteménytárában.  1882 júliusában a Böckh János intézetigazgató vezette Magyar Királyi Földtani Intézethez nevezték ki segéd-, majd osztálygeológusként.
1878-ban részt vett Bosznia okkupálásában; a Dolni-Tuzla és Doboj körüli ütközetekben tanusított kiváló magatartásáért megkapta a hadi díszítvényű katonai tiszti érdemkeresztet és a cs. és kir. hadi érmet. Hamarosan főhadnagyi, majd kapitányi rangra emelkedett, de a hivatásos honvédségi pályát végül nem fogadta el.
1891-től a királyi József-műegyetemen a technikai geológia magántanára volt.
1884/1885-ben még a Földtani Intézet geológusaként a Kárpátokban és a Középhegységekben 110 kőzettermő helyet járt be, ahonnét 10 000 kőzetpéldányt hozott. Ezekből általa meghatározott mintasorozatokat alkotva (150 példányból álló gyűjteményként) 60 középiskola, illetőleg főiskola kapott, amelynek alapján a kőzettan s a geológia tanítása szemléletesebbé válhatott. 1886-ban a földmívelésügyi miniszter támogatásával Déchy Mór III. kaukázusi expedíciójával bejárta a Kaukázus középső hegyláncait, Dagesztánt, a bakui petróleumterületet, orosz Örményország némely részét, Konstantinápoly és Brussza környékét és Görögországban Lauriumot. 1889-ben Olaszországban járt és különösen Nápoly környékét tanulmányozta. 1891-ben a földmívelésügyi miniszter, Semsey Andor úti ösztöndíjával (stipendiumával) Svédországba és Norvégiába, 1892-ben Felső-Olaszországba és Isztriába, végül 1893-ban Görögországba küldte ki ezen országok kőbányáinak és kőbányaiparának tanulmányozása céljából. 1895 és 1896 őszén rendkívüli munkaidőben Budapest északi környékének geológiai terepi, helyszíni mérési ellenőrzését (reambulálását) végezte. Ezután a Retyezát hegycsomónak geológiai feltérképezésén dolgozott. A Földtani Intézet keretén belül az 1885. évi iparkiállításon, az 1891. évi agyagipar- és kőipar-kiállításon, valamint az 1896. évi millenniumi kiállításon tevékenyen részt vett.
1904-től a Műegyetem geológiai tanszékére került. Az oktatást megreformálta, helyszíni vizsgálatokat, geológiai tanulmányutakat iktatva be a hallgatók számára.
A Magyar Tudományos Akadémia 1902-ben levelező, 1916-ban rendes taggá választotta; a Szent István Akadémia pedig 1920-ban a IV. osztály elnöki tisztségébe emelte, majd tiszteleti tagjává választotta; a Magyarhoni Földtani Társulatnak 1910–1916 között két cikluson át elnöke volt.
Kiemelkedő pontosságú, helyszíni felmérésű geológiai térképei mellett „azt mondhatnók, hogy Koch Antalon kívül alig volt még egy olyan magyar geológus, aki a mineralógiától kezdve az összes geológiai tudományokon keresztül a paleontológiáig annyi tudást halmozott volna fel agyában, mint Schafarzik Ferenc” – írta róla Papp Károly 1927-ben.
Halálát szívizomelfajulás okozta. Felesége Szabó Valéria volt.
A Fiumei úti sírkertben 39-1-119. sírhelyen lévő síremlékét 2013-ban újíttatta fel a Nemzeti Emlékhely és Kegyeleti Bizottság és a Nemzeti Örökség Intézete.

## Művei (válogatás)
Jelentékeny publikációs tevékenységet fejtett ki. 100-at is meghaladó dolgozata és értekezése csaknem mind német nyelven is megjelent. A Földtani Közlöny (Pethő Gyulával, 1884–1888), a lipcsei Mathematische und naturwissenschaftliche Berichte aus Ungarn társszerkesztője volt (Kürschák Józseffel, 1902-től).
- A Pilis hegység geológiai viszonyai. (Földtani Intézet Évi Jelentése), 1883
- A propilit kérdéséről. Földtani Közlöny, 1886, 16. köt. 10–12. füzet, 322–329. oldal
- A magyarországi földrengésekről. Budapest, 1884.
- A Cserhát piroxén andezitjei. Földtani Intézet Évkönyve, 1892.
- Az aldunai Vaskapu hegység geológiai viszonyainak és történetének rövid vázlata. Földtani Közlöny, 1903.
- Budapest harmadik főgyűjtő csatornájának földtani szelvénye. Földtani Közlöny, 1903.
- Adatok a Szepes-Gömöri Érchegység pontosabb geológiai ismeretéhez. Akad.-i székfoglaló is. (Elhangzott: 1904. jún. 20.) Mathematikai és Természettudományi Értesítő, 1904.
- A magyar korona országai területén létező kőbányák részletes ismertetése. Bp. 1904. (Német nyelven is).[9]
- A Szepes-Gömöri Érchegység geológiai viszonyai. Mathematikai és Természettudományi Értesítő, 1904.
- Ruszkabánya környékének geológiai viszonyai. Budapest, 1906.
- Szökevény hévforrások a Gellérthegy tövében. Földtani Közlöny, 1920, 50. köt. 1–12. füzet 79–83. oldal.
- Budapest székesfőváros legújabb geológiai térképezéséről. Akadémiai székfoglaló. (Elhangzott: 1921. dec. 19.) Mathematikai és Természettudományi Értesítő, Budapest, 1922.
- Visszapillantás a budai hévforrások fejlődéstörténetére. Hidrológiai Közlöny, Budapest, 1928.
- (Vendl Aladárral) Geológiai kirándulások Budapest környékén. Stadium Sajtóvállalat Rt., Budapest, 1929, 343 oldal. (3. átdolgozott és bővített kiadás Papp Ferenccel, Vendl Aladárral, 1964).